# Юхименко Федот Іванович
Федо́т Іва́нович Юхи́менко (перша половина 19 — початок 20 століття), майстер круглої скульптури родом із села Великі Будища, нині Диканського району Полтавської області. Батько Прокопа Юхименка.

## Творчість
Федот Юхименко автор монументально-декоративних скульптурних композицій для палацу Кочубеїв у Петербурзі, різьблених іконостасів, меблів, предметів побуту.
З майстерні Федота Івановича вийшли його учні, різьбарі В. Гарбуз, П. Кремпоха, В. Рева та ін.